# 히말라야 지도자의 어린 시절
히말라야 지도자의 어린 시절(프랑스어: Himalaya : L'Enfance d'un chef, 네팔어: हिमालय)은 프랑스, 스위스, 영국, 네팔에서 제작한 에리크 발리 감독의 1999년 영화이다. 크리스토프 바라티에 등이 제작에 참여하였다. 제72회 아카데미상에서 아카데미 국제영화상 후보에 든 네팔 최초 영화이다.

## 출연
- 라크파 삼초

## 같이 보기
- 히말라야 소금